# Nou Ajuntament de Vila-seca
El Nou Ajuntament de Vila-seca és una obra de Vila-seca (Tarragonès) inclosa a l'Inventari del Patrimoni Arquitectònic de Catalunya.

## Descripció
Ajuntament situat al centre del municipi, en un entorn molt edificat i tot aprofitant part de l'antic Ajuntament, del què es conserva la façana i una primera crugia. Està format per diversos volums de diferents dimensions i formes, amb una accentuació de les línies rectes. A l'interior hi ha un pati de grans dimensions que aporta llum natural i que, a més, actua com a plaça o espai de trobada en la planta baixa. Aquesta última està diferenciada de la resta de pisos mitjançant l'ús de materials i colors diferents, amb una tonalitat grisa que contrasta amb el blanc utilitzat per a la resta de murs de l'edifici.